# Viola conjugens
Viola conjugens är en violväxtart som beskrevs av Edward Lee Greene. Viola conjugens ingår i släktet violer, och familjen violväxter. Inga underarter finns listade i Catalogue of Life.